# Stipa ligularis
Stipa ligularis là một loài thực vật có hoa trong họ Hòa thảo. Loài này được (Griseb.) Speg. miêu tả khoa học đầu tiên năm 1901.